# Diporiphora jugularis
Diporiphora jugularis — вид ігуаноподібних ящірок родини агамових (Agamidae). Ендемік Австралії.

## Поширення і екологія
Diporiphora jugularis мешкають в прибережних районах на сході Квінсленду. Вони живуть в сухих чагарникових заростях і рідколіссях.